# Gen'ichi Koidzumi
Gen-ichi Koidzumi (小泉 源一, Koizumi Gen'ichi) (Yonezawa, 1 de novembro de 1883 — Yonezawa, 21 de dezembro de 1953) foi um botânico japonês, autor de vários artigos e monografias sobre fitogeografia, incluindo trabalhos sobre rosas e sobre as Amygdaloideae (Rosaceae), Acer (Aceraceae), Morus, e muitas outras plantas. O nome às vezes é transliterado como Gen-iti ou Gen-Iti, ou como Koizumi.

## Obras publicadas
- 1956. Plants of Jaluit Island (Pacific surveys report / U.S. Army, Corps of Engineers, Far East)
- 1952. The Big Button Palm which produces the ivory nut ([Reports] - USGS, Pacific Geological Surveys)
- 1930. Florae Symbolae Orientali-Asiaticae sive Contributions to the Knowledge of the Flora of Eastern Asia. Kyoto, Japan: [s.n.], 115 pp.
- 1928. Plantae Novae Amami-Ohsimensis nec non Insularum adjacentium: 1 Phytogeographical notes on the flora of the Loochoo Archipelago. 2 Description of new species. 19 pp.